# Suèvres
Suèvres és un municipi francès, situat al departament del Loir i Cher i a la regió de Centre – Vall del Loira. L'any 2007 tenia 1.447 habitants.

## Demografia

### Població
El 2007 la població de fet de Suèvres era de 1.447 persones. Hi havia 592 famílies, de les quals 156 eren unipersonals (68 homes vivint sols i 88 dones vivint soles), 196 parelles sense fills, 208 parelles amb fills i 32 famílies monoparentals amb fills.
La població ha evolucionat segons el següent gràfic:
Habitants censats

### Habitatges
El 2007 hi havia 686 habitatges, 597 eren l'habitatge principal de la família, 57 eren segones residències i 33 estaven desocupats. 645 eren cases i 36 eren apartaments. Dels 597 habitatges principals, 473 estaven ocupats pels seus propietaris, 109 estaven llogats i ocupats pels llogaters i 15 estaven cedits a títol gratuït; 7 tenien una cambra, 51 en tenien dues, 114 en tenien tres, 148 en tenien quatre i 277 en tenien cinc o més. 455 habitatges disposaven pel capbaix d'una plaça de pàrquing. A 256 habitatges hi havia un automòbil i a 274 n'hi havia dos o més.

### Piràmide de població
La piràmide de població per edats i sexe el 2009 era:
| Homes | Edats   | Dones |
| ----- | ------- | ----- |
| 4     | 95 o +  | 4     |
| 4     | 90 a 94 | 0     |
| 20    | 85 a 89 | 20    |
| 8     | 80 a 84 | 24    |
| 56    | 75 a 79 | 36    |
| 20    | 70 a 74 | 56    |
| 16    | 65 a 69 | 20    |
| 12    | 60 a 64 | 16    |
| 20    | 55 a 59 | 28    |
| 60    | 50 a 54 | 40    |
| 64    | 45 a 49 | 56    |
| 56    | 40 a 44 | 68    |
| 52    | 35 a 39 | 40    |
| 56    | 30 a 34 | 52    |
| 16    | 25 a 29 | 24    |
| 52    | 20 a 24 | 24    |
| 56    | 15 a 19 | 48    |
| 48    | 10 a 14 | 40    |
| 32    | 5 a 9   | 52    |
| 52    | 0 a 4   | 32    |

## Economia
El 2007 la població en edat de treballar era de 882 persones, 689 eren actives i 193 eren inactives. De les 689 persones actives 645 estaven ocupades (338 homes i 307 dones) i 44 estaven aturades (30 homes i 14 dones). De les 193 persones inactives 69 estaven jubilades, 79 estaven estudiant i 45 estaven classificades com a «altres inactius».

### Ingressos
El 2009 a Suèvres hi havia 607 unitats fiscals que integraven 1.511 persones, la mediana anual d'ingressos fiscals per persona era de 18.835 €.

### Activitats econòmiques
Dels 68 establiments que hi havia el 2007, 2 eren d'empreses extractives, 1 d'una empresa alimentària, 3 d'empreses de fabricació d'altres productes industrials, 21 d'empreses de construcció, 15 d'empreses de comerç i reparació d'automòbils, 3 d'empreses de transport, 5 d'empreses d'hostatgeria i restauració, 1 d'una empresa financera, 2 d'empreses immobiliàries, 10 d'empreses de serveis, 2 d'entitats de l'administració pública i 3 d'empreses classificades com a «altres activitats de serveis».
Dels 28 establiments de servei als particulars que hi havia el 2009, 1 era una oficina de correu, 3 tallers de reparació d'automòbils i de material agrícola, 5 paletes, 2 guixaires pintors, 7 fusteries, 4 lampisteries, 2 electricistes, 1 perruqueria, 2 restaurants i 1 agència immobiliària.
Dels 2 establiments comercials que hi havia el 2009, 1 era una botiga de més de 120 m² i 1 una botiga de menys de 120 m².
L'any 2000 a Suèvres hi havia 17 explotacions agrícoles.

## Equipaments sanitaris i escolars
L'únic equipament sanitari que hi havia el 2009 era una farmàcia.
El 2009 hi havia 1 escola maternal i 1 escola elemental.

## Poblacions més properes
El següent diagrama mostra les poblacions més properes.